# District de Reutte
Le district de Reutte est une subdivision territoriale de l'État du Tyrol en Autriche.

## Géographie

### Lieux voisins
| arrondissement d'Oberallgäu (Bavière) | arrondissement d'Ostallgäu (Bavière) | arrondissement de Garmisch-Partenkirchen (Bavière) |
| district de Bregenz (Vorarlberg)      |                                      |                                                    |
| district de Bludenz (Vorarlberg)      | district de Landeck                  | district d'Imst                                    |

## Communes
Le district comporte 37 communes :
- Bach
- Berwang
- Biberwier
- Bichlbach
- Breitenwang
- Ehenbichl
- Ehrwald
- Elbigenalp
- Elmen
- Forchach
- Grän
- Gramais
- Häselgehr
- Heiterwang
- Hinterhornbach
- Höfen
- Holzgau
- Jungholz
- Kaisers
- Lechaschau
- Lermoos
- Musau
- Namlos
- Nesselwängle
- Pfafflar
- Pflach
- Pinswang
- Reutte
- Schattwald
- Stanzach
- Steeg
- Tannheim
- Vils
- Vorderhornbach
- Wängle
- Weissenbach am Lech
- Zöblen